# Okeanidy
Okeanidy, oceanidy (stgr. Ὠκεανίδες Ōkeanídes, lp Ὠκεανίς Ōkeanís;    łac. Oceanides, lp Oceanid) – w mitologii greckiej nimfy morskie.
Uchodziły za córki tytana Okeanosa i tytanidy Tetydy. Było ich 3 tysiące. Każda z nich była patronką jakiejś rzeki, morza, jeziora lub stawu.
Okeanidami były m.in.:
| - Styks – najpotężniejsza z nich - Abarbarea - Admete - Ajtne - Ajtra - Akaste - Amfiro - Amfitryta - Azja - Asterope - Beroe - Chariklo - Chryzejda (Chryseis) - Daejra - Dodone - Doris - Efydateja - Ejdyda | - Elektra - Eudore - Europe - Eurynome - Filyra - Galaksaura - Helike - Hippo - Ianejra - Klitia (Klytia) - Ianthe - Ifianassa - Kefejra - Kerkeis - Klimene (Klymene) - Kreuza (Kreusa) - Ksante | - Leukippe - Limnoreja - Meliboja - Melite - Melobosis - Menesto - Metyda (Metis) - Nycheja - Okyrroe - Pasitoe - Pejto - Periboja - Perseida (Perseis) - Plejone - Prymno - Rhodia - Zeuxo |